# Цян (народ)
Цян (самоназвание — сев-ц.: rrmea, [ ʐme ], жмэ — местные люди, в китайской передаче кит. трад. 爾瑪, упр. 尔玛, пиньинь ěrmă, кит. трад. 爾咩, упр. 尔咩, пиньинь ěrmiē; официальное — кит. упр. 羌族, пиньинь Qiāng Zú) — народ в Китае, близкородственный тибетцам, входит в 56 официально признанных народов Китая. Живут в основном в провинции Сычуань, незначительное количество — в провинциях Ганьсу и Цинхай. Численность — 306 072 (2000, перепись).

## Языки
Говорят на северном и южном цянских языках, относящихся к цянской группе тибето-бирманской ветви сино-тибетской языковой семьи, из которых североцянским владеет 57 800 человек, а южноцянским — 81 300 человек (1999). Оба языка являются исчезающими и используются для внутрисемейного общения взрослой и пожилой частью населения. Для североцянского был разработан алфавит на латинской основе. Как основной язык используются китайский или тибетский. Распространено владение письменным китайским.

## История
Первые упоминания о цян найдены на гадальных костях и датируются 1-м тыс. до н. э. Однако непосредственно соотносить древних цян с современными нельзя, так как первые, видимо, являются предками всех или почти всех тибето-бирманских народов.
В числе предков цянов упоминаются жуны и цюань-жуны. По одной из версий, они были прототибетцами, по другой версии — древними монголами.
Гадательные надписи упоминают, что цяны были владельцами лошадей (多马羌) и участвовали в королевской охоте; в то же время они были союзниками Чжоу, враждовали с Шан, становились рабами и приносились в жертву.
Часть древних цян осела в районе Сычуани в период Вёсен и Осеней (VIII—V вв. до н. э.). В свою очередь, культура каменных дозорных башен, носители которой являются непосредственными предками современных цян, существовала на севере Сычуани с начала н. э.
В I—III веках н. э. происходили войны империи Восточная Хань с цянами.
Цян до середины XX века сохраняли квазифеодальные отношения.

## Традиционная культура
Поселения цян обычно невелики (порядка 10 семей) и расположены на вершинах или склонах гор. Традиционный дом представляет собой каменное двух-трёхэтажное строение с толстыми стенами и маленькими окнами и дверьми. Последнее обстоятельство связано с тем, что частые военные конфликты между китайцами и тибетцами, затрагивающие территорию цян, а также внутренние конфликты повышали требования к фортификации построек, в том числе и жилых. На первом этаже находились помещения, в которых содержали скот. Второй и третий этажи были жилые, на втором этаже находился очаг и домашний алтарь. В прошлом в деревне находились одна или несколько дозорных башен, с гладкими стенами и шести- или восьмигранным основанием. Иногда постройки соединялись подземными ходами. В настоящее время большинство дозорных башен разобрано для постройки новых домов.
Основное занятие — земледелие, скотоводство и собирательство. В прошлом — также охота. Характерная черта — отсутствие рыболовства. Главные возделываемые культуры — зерновые: ячмень (цинкэ), пшеница, просо, кукуруза, гречиха, рис, а также картофель и плодовые деревья (грецкий орех, яблони, груши и т. д.). Из животных выращивают свиней, овец, коров, а также лошадей.
Развиты ремёсла (ткачество).
Мужская одежда включала куртку, безрукавку, штаны с поясом. В настоящее время традиционный мужской костюм надевают только люди старшего поколения по праздникам.
Женская одежда включала головной убор, кофту, юбку, передник, иногда халат, украшенные вышивками. Детали женского костюма, особенного головного убора варьируют от деревни к деревне. В отличие от мужчин, многие женщины в деревнях ещё носят традиционную одежду.
Верующие цян — буддисты (тибетский буддизм), даосы или приверженцы традиционных верований, в которых религиозные церемонии проводились шаманами (пи), и которые включали
веру в духов, культ сил природы, культ гор.

## Знаменитые цян
- Yun Duo (云朵, Юнь До), певица, родилась 7 февраля 1987 года, настоящее имя Xiè Chūnfāng (谢春芳, Се Чуньфан).